# Narkiojärvi
Narkiojärvi är en sjö i Finland. Den ligger i kommunen Taivalkoski i landskapet Norra Österbotten, i den centrala delen av landet, 600 km norr om huvudstaden Helsingfors. Narkiojärvi ligger 235,4 meter över havet. Arean är 62,1 hektar och strandlinjen är 4,74 kilometer lång. Sjön  ingår i Ijo älvs huvudavrinningsområde.   Den sträcker sig 1,3 kilometer i nord-sydlig riktning, och 1,5 kilometer i öst-västlig riktning.